# Kraljevi dalmatinski polk
Kraljevi dalmatinski polk (izvirno italijansko Reggimento Reale Dalmata) je bila vojaška enota, ki so jo ustanovili Francozi v času, ko je bila Dalmacija del Italijanskega kraljestva. Obstajala je tudi po priključitvi Dalmacije Ilirskim provincam.

## Zgodovina
Polk je nastal z združitvijo Kraljeve dalmatinske legije in dveh dalmatinskih bataljonov; tako je imel 4 bataljone. 1. bataljon je bil nastanjen v Italiji, 2. v Benetkah, medtem ko sta bila 3. in 4. nastanjena v Zadru, Dubrovniku, Lošinju in Kotorju.
Prva dva bataljona sta sodelovala v zatrtju proavstrijskega upora na Tirolskem leta 1809; 13 pripadnikov polka je prejelo legijo časti za njihove zasluge. Do konca leta so vse bataljone prestavili v Benetke, nato pa v Trbiž in nazadnje v severno Italijo. 1. septembra 1809 je polk dobil še artilerijsko četo.
Leta 1812 so prvi trije bataljoni in artilerijska četa postali del Napoleonove Grand Armée kot del 15. divizije. Bataljon je sodeloval v bitki za Moskvo in bitki pri Malojaroslavcu. Z ostankom vojske se je polk, zdaj le v moči bataljona, vrnil v Benetke, kjer so ga ponovno okrepili do moči polka.
Leta 1814, po propadu Ilirskih provinc, je bil polk vključen v avstrijsko vojsko.